# Тихолоз Андрій Павлович
Андрі́й Па́влович Тихоло́з (1979—2014) — український військовослужбовець, майор (посмертно) армійської авіації Збройних сил України, учасник російсько-української війни.

## Біографія
Андрій Тихолоз народився 10 вересня 1979 року на Черкащині — в селі Веселий Кут Шполянського району. З 1986 по 1994 рік навчався у загальноосвітній школі сусіднього з Веселим Кутом села Ярославка, де закінчив 9 класів. 1996 закінчив загальноосвітню школу села Антонівка на Шполянщині.
1996 року вступив до Київського інституту Військово-Повітряних сил, після розформування якого у 2000 році, продовжив навчання в Харківському інституті Військово-Повітряних сил. Навчання закінчив у 2001 році за спеціалізацією «Літаки, вертольоти та авіаційні двигуни».
З 23 червня 2001 по 29 березня 2006 проходив військову службу на посаді бортового авіаційного техніка (вертольота) вертолітної ланки (Мі-8, 9) вертолітної ескадрильї (Мі-8, 9) 2-ї бригади армійської авіації Одеського військового округу Збройних Сил України (з 2003 року — 11-й окремий полк армійської авіації), в/ч А1604, с. Чорнобаївка, Херсонська область.
З 29 березня 2006 по 7 вересня 2006 — старший авіаційний технік — бортовий авіаційний технік групи обслуговування та регламенту вертольота і двигуна інженерно-авіаційної служби 56-го окремого вертолітного загону Збройних Сил України Місії ООН у Ліберії, в/ч А2623, міжнародний аеропорт Робертса, м. Монровія, Ліберія.
З 7 вересня 2006 по 22 червня 2011 — бортовий авіаційний технік вертолітної ланки (Мі-8) вертолітної ескадрильї (Мі-24, Мі-8, Мі-9) 11-го окремого полку армійської авіації ЗС України (з 2007 року — 11-й окремий полк армійської авіації 79-ї ОАеМБр Сухопутних військ, в/ч А1604, с. Чорнобаївка.
22 червня 2011 року звільнився у запас. Розпочав роботу в цивільній авіації, працював бортовим авіаційним інженером у Київській авіакомпанії «Українські вертольоти».
З початком російської збройної агресії проти України Андрій Тихолоз добровольцем прийшов до військкомату і повернувся в армійську авіацію, призваний 28 березня 2014 року Херсонським об'єднаним міським військовим комісаріатом.
Капітан, бортовий авіаційний технік вертолітної ланки вертолітної ескадрильї 11-ї окремої бригади армійської авіації Сухопутних військ Збройних Сил України, в/ч А1604, с. Чорнобаївка, Херсонська область. З весни 2014 року брав участь в Антитерористичній операції на сході України, літав на вертольоті Мі-8.
13 червня 2014 року екіпаж вертольоту Мі-8 виконував бойовий виліт. О 13:27 льотчики отримали завдання евакуювати поранених з району міста Амвросіївка. Близько 20 км потрібно було пролетіти над територією, яку контролювали російські терористи, напередодні там обстріляли інший вертоліт 11-ї бригади. Щоб убезпечити машину від обстрілу ракетами, вирішив обійти на малій висоті над яром. Зненацька вертоліт обстріляли зі стрілецької зброї. Капітан Тихолоз дістав кульове поранення у сонну артерію. Командир екіпажу вирішив повертатися, щоб урятувати життя Андрія, льотчики намагались надати йому допомогу і зупинити кровотечу, але він помер.
18 червня на Херсонщині попрощались з офіцером, похований на кладовищі села Чорнобаївка.
Залишилися батьки, сестра Світлана, дружина Інна і троє дітей: дві доньки, 2003 і 2005 р.н., та 4-місячний син.
Андрію Тихолозу посмертно присвоєне військове звання майора.

## Нагороди
19 липня 2014 року — за особисту мужність і героїзм, виявлені у захисті державного суверенітету та територіальної цілісності України, відзначений — нагороджений орденом Богдана Хмельницького III ступеня (посмертно).

## Вшанування
24 серпня 2014 року в селі Чорнобаївка Білозерського району на фасаді будинку (провулок Гаражний, 19А), де мешкав Андрій Тихолоз, відкрито меморіальну дошку на його честь.
22 січня 2015 року в селі Ярославка Шполянського району на фасаді будівлі Ярославського НВК «ДНЗ — ЗОШ І—ІІ ступенів» (вулиця Молодіжна) встановлено меморіальну дошку на честь колишнього учня школи Андрія Тихолоза.